# Tărkașeni, Veliko Tărnovo
Tărkașeni (în bulgară Търкашени) este un sat în comuna Elena, regiunea Veliko Tărnovo,  Bulgaria. 

## Demografie
Componența etnică a satului Tărkașeni
     Nicio identificare (100%)
     Altele (0%)
La recensământul din 2011, populația satului Tărkașeni era de 2 locuitori. . Pentru 100% din locuitori nu este cunoscută apartenența etnică.